# Камбон (Тарн)
Камбон (фр. Cambon) насеље је и општина у јужној Француској у региону Миди Пирене, у департману Тарн која припада префектури Алби.
По подацима из 2011. године у општини је живело 1962 становника, а густина насељености је износила 254,47 становника/km². Општина се простире на површини од 7,71 km². Налази се на средњој надморској висини од 210 метара (максималној 333 m, а минималној 189 m).

## Демографија
| 1962. | 1968. | 1975. | 1982. | 1990. | 1999. | 2011. |
| ----- | ----- | ----- | ----- | ----- | ----- | ----- |
| 317   | 361   | 530   | 818   | 1.183 | 1.383 | 1.962 |

График промене броја становника у току последњих година